# Forresu
Il Forresu è un fiume di 13 km che scorre a Domusnovas. 

## Corso del fiume
Nasce sul monte Pircaxius a 773 m s.l.m. e sfocia nel Cixerri.